# Punxonament

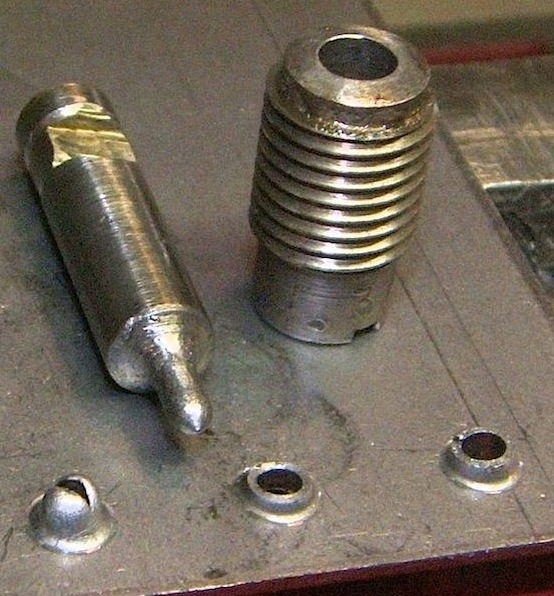
Forats extrudits amb el punxó i la matriu utilitzats per crear-los. No es va utilitzar cap forat pilot a l'esquerra.

El punxonament és un procés de conformació que utilitza una premsa de perforació per forçar una eina, anomenada punxó, a través d'una peça per crear un forat per cisallament. El punxonament és aplicable a una gran varietat de materials que es presenten en forma de làmina, com ara xapa, paper, fibra vulcanitzada i algunes formes de làmina de plàstic. El punxó passa sovint a través de la peça en una matriu. Una rebava de ferralla del forat es diposita a la matriu durant el procés. Depenent del material que es trobi, aquesta rebava es pot reciclar i reutilitzar o rebutjar.
La perforació és sovint el mètode més barat per crear forats en materials de làmina en volums de producció mitjans o alts. Quan s'utilitza un punxó amb una forma especial per crear múltiples peces utilitzables a partir d'una làmina de material, el procés es coneix com a blanqueig . En aplicacions de forja metàl·lica, l'obra sovint es perfora quan està calenta, i això s'anomena perforació en calent. Slugging és l'operació de perforació en la qual el punxó s'atura tan bon punt la fractura metàl·lica s'ha completat i el metall no s'elimina sinó que es manté al forat.

## Procés
La punxonadora (composta per punxó i matriu) sovint és d'acer endurit o carbur de tungstè. Una matriu es troba al costat oposat de la peça de treball i suporta el material al voltant del perímetre del forat i ajuda a localitzar les forces de tall per obtenir una vora més neta. Hi ha una petita distància entre el punxó i la matriu per evitar que el punxó s'enganxi a la matriu i, per tant, es necessita menys força per fer el forat. La quantitat d'espai lliure necessari depèn del gruix, amb materials més gruixuts que requereixen més espai lliure, però l'espai lliure sempre és menor que el gruix de la peça de treball. L'espai lliure també depèn de la duresa de la peça. La premsa de perforació força el punxó a través d'una peça, produint un forat que té un diàmetre equivalent al punxó, o una mica més petit després de treure el punxó. Tots els materials dúctils s'estiren fins a cert punt durant el punxonament, cosa que sovint fa que el punxó s'enganxi a la peça de treball. En aquest cas, el punxó s'ha de treure físicament del forat mentre la peça es recolza des del costat del punxó, i aquest procés es coneix com a desmuntatge. Les parets del forat mostraran una àrea brunyida, un enrotllament i un trencament de matriu i sovint s'han de processar més. La rebava del forat cau a través de la matriu a una mena de contenidor per eliminar-la o reciclar-la.

## Característiques
Les característiques del punxonament són:
- És el procés més rendible de fer forats en tires o xapes en una línia de fabricació mitjana a alta.
- És capaç de crear múltiples forats amb diferents formes.
- Els punxons i matrius es fabriquen normalment a partir d'acer d'eina o carburs convencionals
- Crea una zona brunyida i un trencament de la matriu a la paret lateral del forat resultant.[2]
- És un procés ràpid.

## Geometria

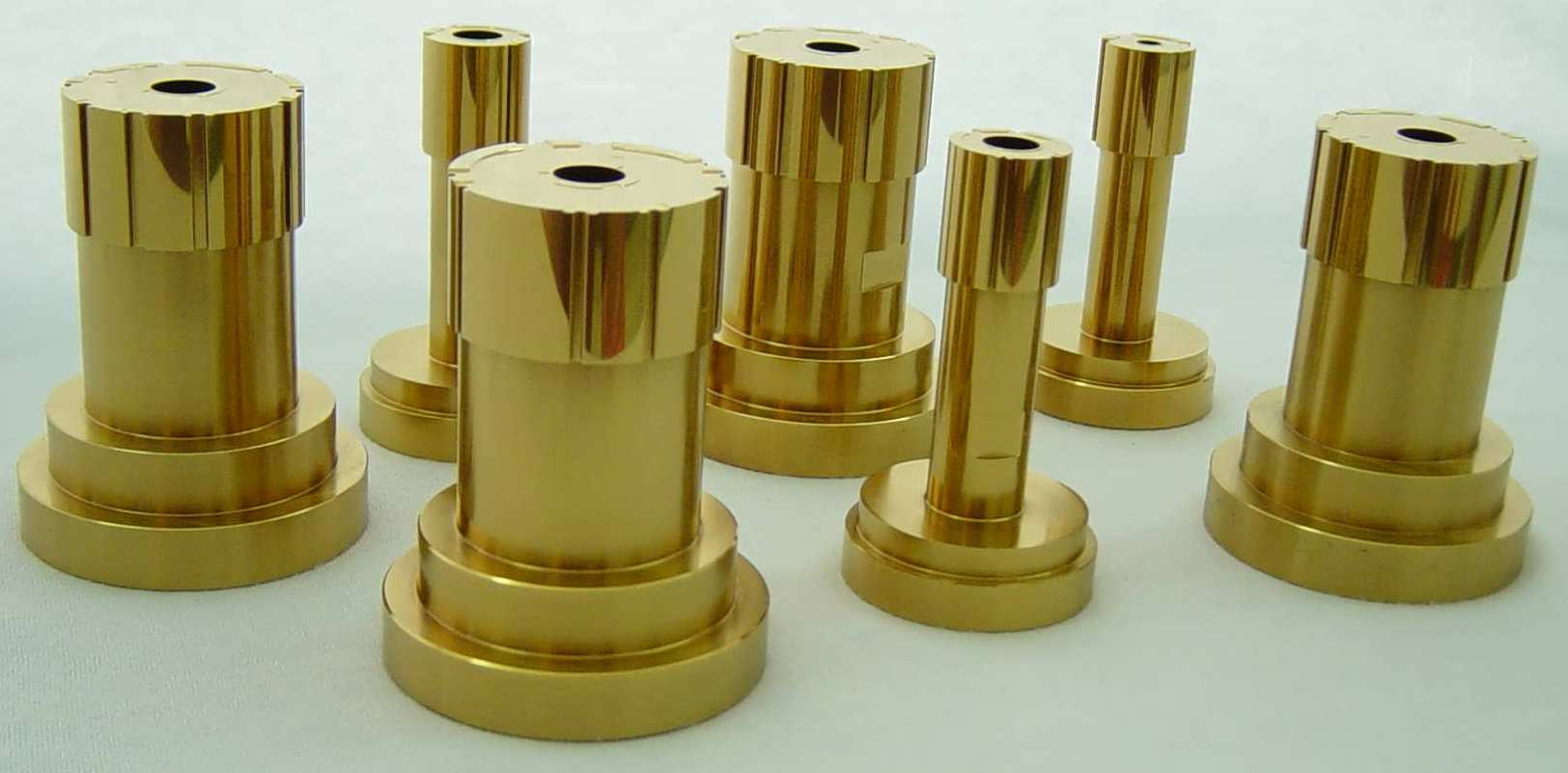
Punxons industrials recoberts de nitrur de titani (TiN) mitjançant la tècnica de deposició d'arc catòdic

La peça sovint té forma de full o rotlle. Els materials per a la peça poden variar, normalment són metalls i plàstics. El punxó i la matriu en si mateixos poden tenir una varietat de formes per crear una sèrie de forats de diferents formes a la peça. Es poden utilitzar diversos punxons junts per crear una peça en un sol pas.
Normalment, el punxó i la matriu s'aproximen a les mateixes dimensions, creant una vora tallada quan es troben. Un punxó significativament més petit que la matriu es pot utilitzar per produir un forat extrudit on el punxó desplaça el material perforat cap als costats, formant un tub perpendicular a la làmina perforada.

## Equipament
La majoria de punxons s'accionen mecànicament, però els punxons simples solen ser manuals. Els components principals d'aquesta premsa mecànica són el bastidor, el motor, el pistó, la matriu, el suport i el llit. El punxó es munta a l'èmbol i la matriu es munta a la placa de suport. El material de ferralla cau a mesura que avança la peça per al següent forat. Els més comuns a la indústria són la premsa de perforació gran controlada per ordinador, anomenada CNC. Aquests més comunament són de la varietat "torreta" o "rail". Una premsa de perforació de torreta allotja els punxons i els seus matrius corresponents en una torreta indexada giratòria, mentre que un punxó de tipus rail emmagatzema eines en un rail posterior fora del pas de la peça de treball. Aquestes màquines utilitzen energia hidràulica i pneumàtica per pressionar la forma amb prou força per tallar el metall.

## Forces
La força de perforació necessària per perforar una peça de xapa es pot estimar a partir de l'equació següent:
{\displaystyle F=0.7tL(UTS)}
On t és el gruix de la xapa, L és la longitud total tallada (perímetre de la forma) i UTS és la resistència a la tracció màxima del material.
Les formes de la matriu i el punxó afecten la força durant el procés de perforació. La força del punxó augmenta durant el procés a mesura que es talla tot el gruix del material alhora. Un punxó bisellat ajuda a tallar materials més gruixuts reduint la força al començament de la carrera. Tanmateix, bisellar un punxó distorsionarà la forma a causa de les forces laterals que es desenvolupen. Les matrius compostes permeten que es produeixin múltiples conformats. L'ús de matrius compostes generalment alentirà el procés i normalment són més cars que altres matrius. Les matrius progressives es poden utilitzar en operacions d'alta producció. Es poden utilitzar diferents operacions de punxonament i matrius en diferents etapes de l'operació a la mateixa màquina.

## Processos relacionats
Altres processos com l'estampació, la perforació, la separació, el dibuix, l'entallament, el punxat i les operacions de plegat estan relacionats amb el punxonament.

## Plàstics
El punxonament en la fabricació de plàstics normalment es refereix a l'eliminació de residus de plàstic de l'article desitjat. Per exemple, en l'emmotllament per extrusió per bufat és habitual utilitzar matrius de perforació per eliminar cues, marques d'emmotllament (ferralla de plàstic) i ocupar-se de les rebaves d'ampolles o altres contenidors modelats.